# Johann Gottfried Lessing
Johann Gottfried Lessing (* 24. November 1693 in Kamenz; † 22. August 1770 ebenda) war ein deutscher lutherischer Theologe.

## Leben

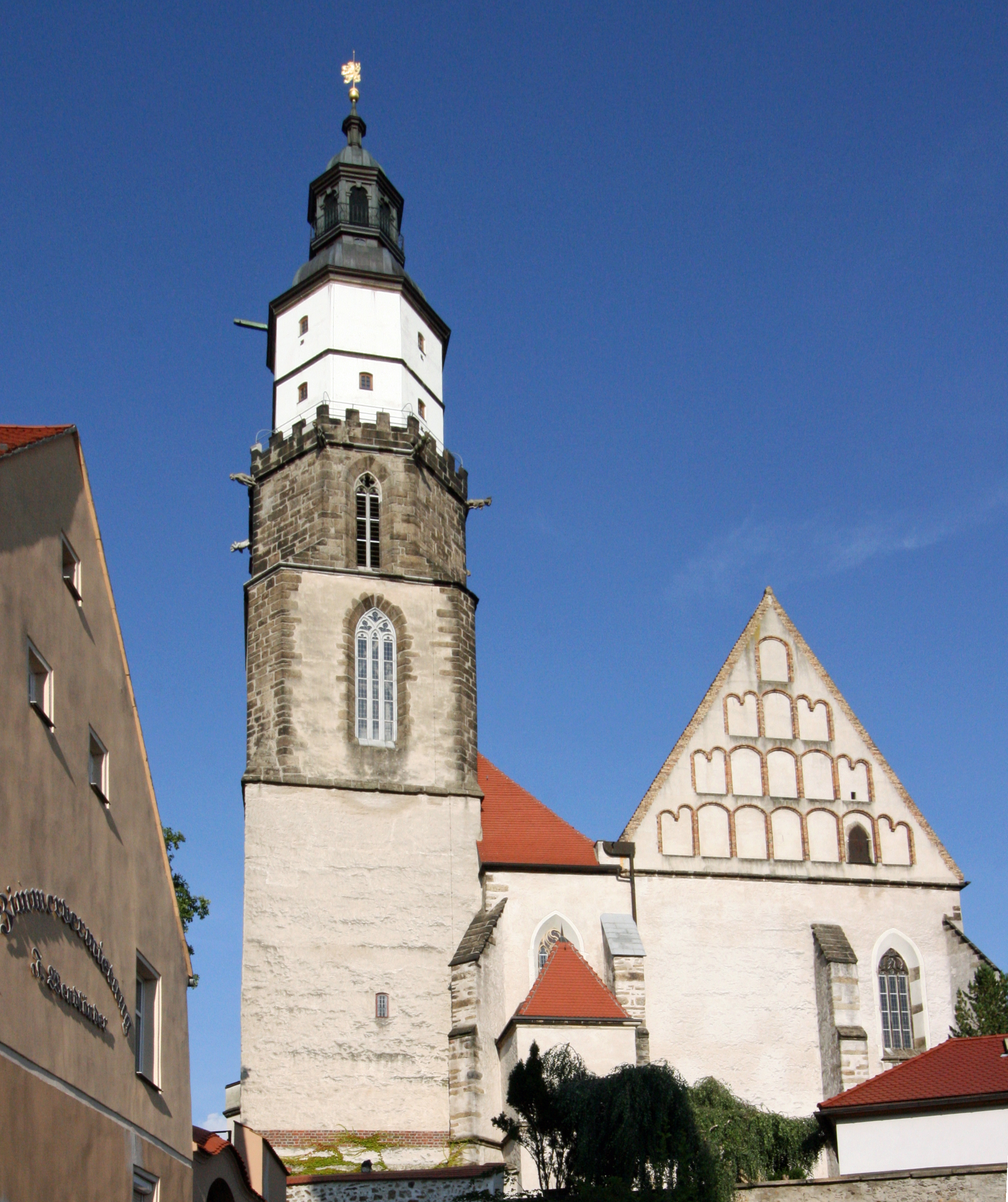
Hauptkirche St. Marien

Der Sohn des Kamenzer Stadtschreibers und späteren Bürgermeisters Theophilus Lessing (* 12. April 1647 in Schkeuditz; † 4. November 1735 in Kamenz) und seiner Frau Anna Dorothea (* 6. Februar 1671; † 6. Oktober 1719), der Tochter des Kamenzer Bürgermeisters Gottfried Hillmann (1637–1718) und dessen Frau Regina (geborene Wagner), besuchte die Lateinschule seiner Heimatstadt. 1707 wechselte er an das Gymnasium in Görlitz, wo er sich das Rüstzeug für ein Hochschulstudium erwarb.
So vorgebildet, ging er am 4. April 1712 zur Universität Wittenberg. Durch ein kurfürstliches Stipendium unterstützt, besuchte er die philosophische Fakultät der Hochschule. Dort beschäftigte er sich vornehmlich mit dem Studium der orientalischen, der französischen und englischen Sprache. Nachdem er diese Studien am 30. April 1713 mit der Promotion zum Magister der Philosophie abgeschlossen hatte, verfolgte er ein Studium der Theologie. Dazu absolvierte er in Dresden das theologische Examen und trat 1717 das Amt eines Katecheten und Mittwochspredigers an der Kamenzer St.-Marien-Kirche an. Dort stieg er 1724 zum Archidiakon auf und nachdem sein Schwiegervater Gottfried Feller (* 24. Januar 1674 Großhartmannsdorf bei Freiberg (Sachsen); † 26. Februar 1733 in Kamenz) gestorben war, wurde er erster Pastor von Kamenz. 
Lessing war ein kenntnisreicher lutherischer Theologe, der am Standpunkt der lutherischen Orthodoxie haftend, allen neuen Bestrebungen des Zeitalters der Aufklärung kritisch gegenüberstand. Dabei prangerte er auch die Zustände seiner Heimatstadt an, was oftmals auch den Unwillen der Bevölkerung erregte.

## Familie
Johann Gottfried Lessing heiratete am 16. Januar 1725 in Kamenz Justina Salome (* 3. November 1703 in Gersdorf (heute Haselbachtal); † 7. März 1777 in Kamenz), die Tochter des ersten Pastors von Kamenz, Gottfried Feller, und seiner Frau Anna Justina (geborene Schumann, * 28. August 1682; † 3. Juli 1758 in Kamenz). Aus dieser Ehe gingen zwölf Kinder – zehn Söhne und zwei Töchter – hervor, von denen fünf bereits früh verstarben. Für seine Söhne nahm er ständig Schulden auf, um ihre Ausbildung zu finanzieren. Seine Söhne Gotthold Ephraim Lessing, Karl Gotthelf Lessing und Gottlob Samuel Lessing (* 23. Januar 1739; † 9. Oktober 1803) erlangten ebenfalls Berühmtheit. Man kennt auch die Kinder Johann Theophilus Lessing (* 12. November 1732 in Kamenz; † 6. Oktober 1808 in Chemnitz), Dorothea Salome Lessing (1727–1803) und Gottfried Benjamin Lessing (* 12. Dezember 1735; † 1764).

## Schriften (Auswahl)

### Umfangreichere Schriften
- Diss. Vindiciae Reformationis Lutheranae a nonnullis praeiudiciis. Wittenberg 1717.
- Sonderbare Hausandacht, die in einem Gebete und vier Liedern bestehet, zur Zeit der grossen Theurung (1719). Dresden 1720.
- Allgemeine Erinnerungen bey Beurtheilung der Besessenen, Gespenster, Zauberey und Hexerey. (Ohne Druckort) 1720.
- Die rechte Gestalt vom Anfange des christlichen Glaubens und Lebens, in welcher die Mängel der meisten catechetischen Bücher gezeigt werden. Leipzig 1724, Zwickau 1743.
- Das Bild eines Evangelischen Lehrers; eine Pareutation. Dresden 1725.
- Vorschläge zu zwo theologischen Schriften, davon die erste die Zurückweisung unbussfertiger Sünder vom Gebrauche des heil. Nachtmahls, die andere: das unbenommene Recht der Kinderzucht betrifft … 1725.
- Lutheri Tröstungen an die .Christen zu Halle, über Georg Winkler’s Ermordung. Halle 1726.
- Zweyhundertjähriges Gedächtniss von der 1527 an Ostern gehaltenen ersten Evangelischen Predigt; mit einer kurzen Reformationsgeschichte, und Entwurf von einer ausführlichen Geschichte seiner Vaterstadt Camenz. Leipzig 1724.
- Unpartheyisches Unheil über einen in Budissin erhobenen Liederstreit … 1727.
- Geistreiche Betrachtungen Von dem Würdigen Gebrauche des Heiligen Abendmahls, Und Denen wahren Mitteln selbiges recht heilsam zu geniessen / Ehemals In Frantzösischer Sprache Von einem hochberühmten Lehrer [i.e. Daniel de Superville (der Ältere)] herausgegeben, Nunmehro aber Seiner Vortrefflichkeit halber mit Fleiß ins Teutsche übersetzt, und zum Druck befördert von M. Johann Gottfried Leßing, Archi-Diacono in Camentz. Budißin: Richter 1728 (Digitalisat des Exemplars der UB Göttingen).
- Johann Tillotson’s Grundlegung der vornehmsten Wahrheiten zur Erkenntniss und Ausübung des thätigen Christenthums, in fünfzehn auserlesenen Predigten – aus dem Englischen übersetzt. Mit D. Marpergers Vorrede. Dresden 1728.
- Kurze Anzeige von einigen Mängeln der gemeinen Communion - Bücher. (Ohne Druckort) 1728.
- Kurze Fragen von der Wiedergeburt und göttlichen Gerichte der Verstockung … 1728.
- Historisches Religionsgespräch von der merkwürdigen Geschichte der übergebenen Augsburgischen Confession, bey Gelegenheit des zweybundertjährigen Evangelischen Jubelfestes. Leipzig und Kamenz 1730.
- Abhandlung von den bittern und grimmigen Männern, als subtilen Weibermördern. Leipzig und Kamenz 1731.
- Gedanken von einer jährlichen öffentlichen Gedächtnissfeyer der Uebergabe der Augsburgischen-Confession. Leipzig 1731.
- Gedichtnissschrift von der Liebe zu den Wunden des gekreutzigten Jesu u. s. w. Dresden 1731.
- Joh. Tillotson’s Glaubensregel – aus dem Englischen übersetzt. Dresden 1731.
- Joh. Tillotson’s Vorstellung der Lehre und Gebräuche der Römischen Kirche; aus dem Englischen. Dresden 1732.
- Leichenpredigt über Sapient. 4, 13, 14. Kamenz 1732.
- Leichenrede auf das Ableben eines Schwiegervaters,. des P. P. u. M. Feller, über Phil, 3, 8 von dem rechten Evangelischen Predigerschatze. 1733.

### Einzelabhandlungen
- Disquisitio historica de confessione fidei, quam Protestantes Hispania eiecti a. 1539 Londini ediderunt; In: Analectis. Societ, Charitat. et Scientiar, T. II. p. 631–639.
- Desiderata circa fratrum Moravorum historiam. In: Coleri nützlichen Anmerkungen S. 515.
- Animadveria historica in Crypto-Socinianorum Collegia biblica. In: Coleri Fortgesetzten Weimarischen Anmerkungen aus der Theol. Kirchen- u. Gelehrten-Historie B. 1. Samml. 1, S. 44.
- Schriftmässige Gedanken von der augenblicklichen Busse. In: Coleri Fortgesetzten Weimarischen Anmerkungen aus der Theol. Kirchen- u. Gelehrten-Historie B 1. Samml. 2. S. 151.
- Betrachtungen über die bedenkliche Redensart: vom geistlichen Tode Christi In: Coleri Fortgesetzten Weimarischen Anmerkungen aus der Theol. Kirchen- u. Gelehrten-Historie B. 1. Samml. 3. S. 233.
- Gedanken über das Bekenntniss der allervornehmsten Gelehrten, von der Schwäche des menschlichen Verstandes in den allerwichtigsten Materien. In: Oberlausizische Beyträge B, 1. St. 30. S. 465–472.
- Gedanken über die Heyrath mit feiner verdorbenen Frauen leiblichen Bruders Tochter; In: Oberlausizische Beyträge B. 2. S. 401, 417 und 465.
- Exegetische Betrachtung über die Worte Amos 5, 26 und Apostelgesch. 7, 3; In den früh aufgeles. Früchten der Samml. von Alten u. Neuen 1737, S. 77.
- Die Hochachtung der Arndtischen Schriften; In: Hessische Hebopfer. B. 3. S. 168.